# Stausee Schrebtschewo
Stausee Schrebtschewo (alternative Transkriptionen Zhrebchevo oder Žrebčevo, bulgarisch язовир Жребчево) ist der Name eines von 1964 bis 1969 entstandenen Stausees in Bulgarien, der das Wasser der Tundscha anstaut und damit das regionale Bewässerungssystem Mittlere Tundscha speist. Neben der Bewässerung agrarwirtschaftlicher Flächen dient der Stausee dem Hochwasserrückhalt, der Aquakultur, der Pegelregulierung der Tundscha sowie der Stromerzeugung.
Mit einer Fläche von ca. 25 km² und einem Stauvolumen von rund 400 Mio. m³ handelt es sich um den viertgrößten Stausee Bulgariens nach dem Mandra-See, dem Iskar-See sowie dem Studen Kladenez See.

## Etymologie
Namensstiftend für den Stausee ist das gleichnamige Dorf Schrebtschewo, das im Jahre 1965 nach Errichtung der Staumauer versank.

## Erbauung

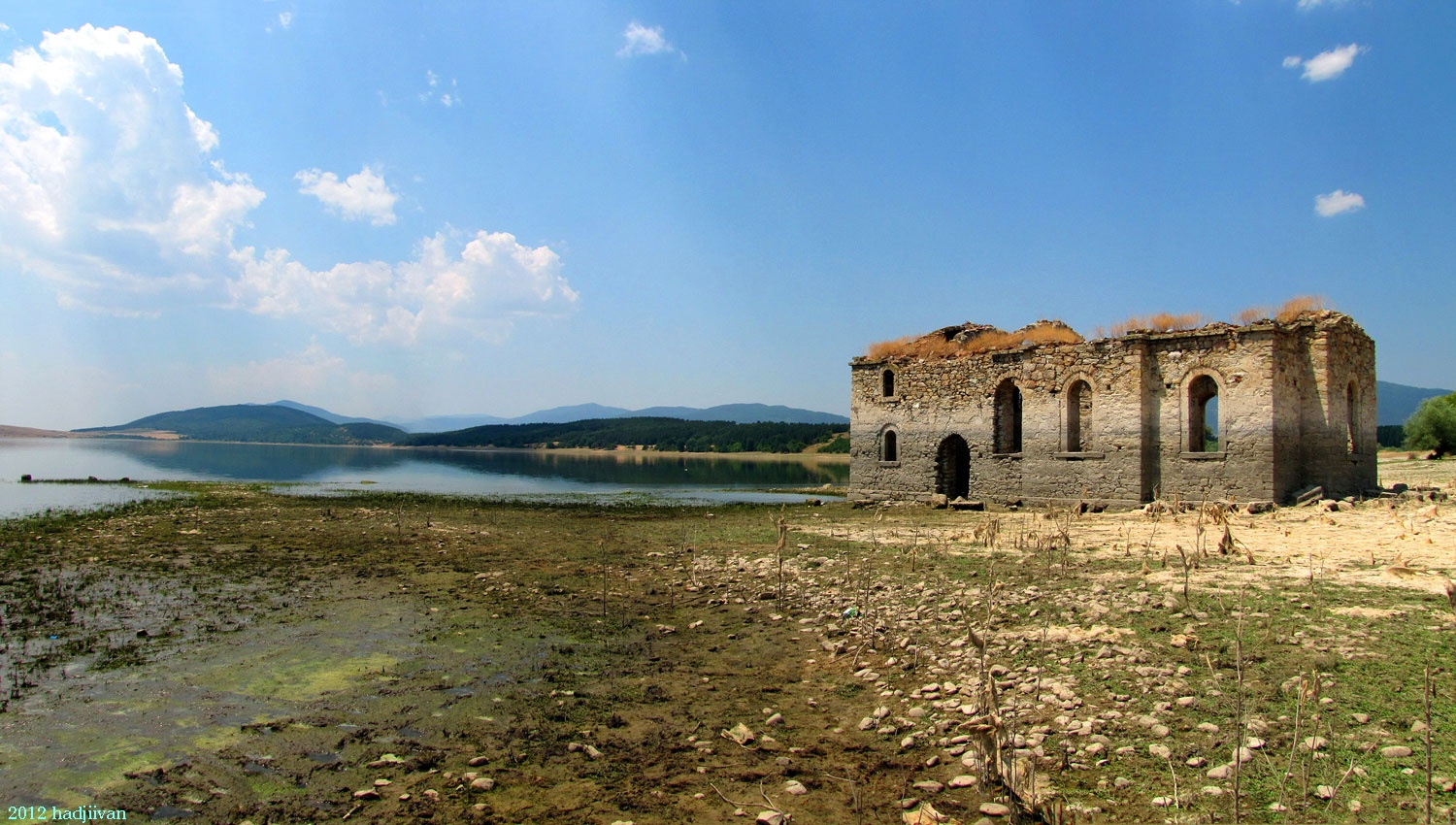
Ruine der Kirche St. Iwan Rilski im ehemaligen Dorf Sapalnja

Neben dem Dorf Schrebtschewo wurden durch die Errichtung der Staumauer auch die Dörfer Sapalnja und Dolno Pantscherewo überflutet. In Sapalnja wurden während der Bauarbeiten alle Gebäude abgerissen mit Ausnahme der Kirche St. Iwan Rilski, deren Ruine bis heute aus dem Wasser ragt und in den Sommermonaten vollständig über dem Wasserspiegel liegt.

## Absperrbauwerk
Das Absperrbauwerk ist ein von 1964 bis 1969 errichteter Staudamm aus lehmhaltigem Erdreich und darauf wasserseitig errichteter Herdmauer mit einer Höhe von 50,5 m. Die Länge der Mauerkrone beträgt 791 m. Der primäre Abflusstunnel mit einem Durchmesser von 3500 mm ist für eine Abflußmenge (Qmax) von bis zu 150 m³/s ausgelegt. Der Überlauf wird durch fünf Abläufe mit je 10 m Länge, einer Überlaufhöhe von 5,2 m und einer Überlaufkapazität von insgesamt 1460 m³ gewährleistet.

## Stausee
Bei Vollstau erstreckt sich der Stausee über eine Fläche von rund 16 km² und fasst 400 Mio. m³ Wasser.

## Bewässerungssystem „Mittlere Tundscha“

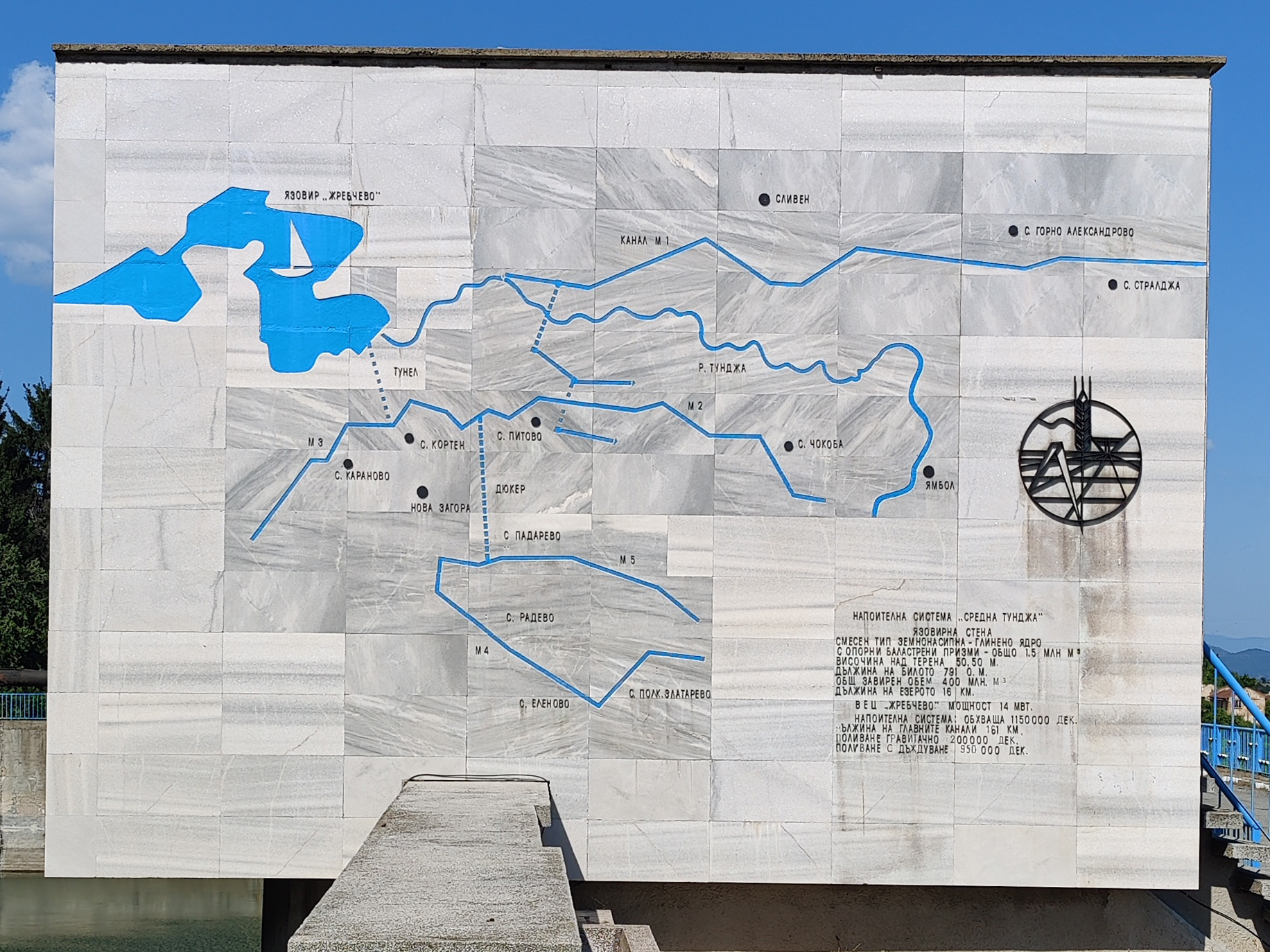
Schematische Darstellung des Bewässerungssystems „Mittlere Tundscha“

Als zentraler Speicher des Bewässerungssystems „Mittlere Tundscha“ speist der Stausee Schrebtschewo ein 161 km langes Kanalsystem, das ein 115.000 ha umfassendes Gebiet, darunter die Gemarkungen der Städte Nowa Sagora, Sliwen, Jambol und Elchowo mit Wasser versorgt. Jährlich werden rund 120,0 Mio. m³ Wasser abgelassen, davon 114,0 m³ in die Tundscha und damit durch das Wasserkraftwerk Schrebtschewo und 6,0 Mio. m³ durch den Tunnel in Richtung Nowa Zagora.

## Kraftwerk
Das Wasserkraftwerk Schrebtschewo (bulgarisch ВЕЦ Жребчево) befindet sich unmittelbar unterhalb der Talsperre und verfügt über zwei Francis-Turbinen mit einer installierten Leistung von 14 MW.